# Raffaele Elia
Raffaele Elia (Ancona, 14 giugno 1894 – 5 settembre 1981) è stato un politico italiano.

## Biografia
Conservatore dell'Archivio notarile di Ancona, fu presidente della Deputazione di storia patria delle Marche, segretario del Partito Popolare Italiano a Fano e senatore per due legislature per la Democrazia Cristiana.

## Vita privata
Sposato con Michelina Bartoccetti, era il padre di Leopoldo Elia.